# Демарата
Демарата (вбита в 214 до н.е.) — дочка царя Сиракуз Гієрона II, дружина архонта Андранодора.

## Біографія
Тит Лівій називав Демарату «гордовитою, як цариця, і марнославною, як всі жінки». Коли Гієрон II перед смертю думав про відновлення в Сиракузах демократії, щоб держава, створена і зміцніла в добрих звичаях, не загинула, ставши іграшкою для владики-хлопчика (його онука Гієроніма, саме Демарата разом зі своєю сестрою Гераклеєю вмовила царя не робити цього, оскільки розраховувала контролювати малолітнього племінника. Після загибелі Гієроніма вона підштовхувала свого чоловіка до державного перевороту, щоб захопити владу. Коли змова Андранодора була розкрита, а сам він загинув, сиракузька Рада постановила перебити всю царську сім'ю. Демарата була вбита разом з сестрою і племінницею.